# A’arab Zaraq – Lucid Dreaming
A’arab Zaraq – Lucid Dreaming — шестой студийный альбом шведской симфоник-метал-группы Therion. Был выпущен в 1997 году и совпал с десятилетним юбилеем группы. В основе альбома лежит написанный Кристофером Йонссоном саундтрек к фильму «The Golden Embrace». Помимо композиций из саундтрека пластинка содержит неизданные композиции с Theli, предыдущего альбома Therion, новую версию «Symphony of the Dead» из альбома Beyond Sanctorum, а также каверы на Scorpions, Iron Maiden, Running Wild и Judas Priest. Художественное оформление альбома, дизайн, фотографии и обложку выполнил Питер Грён.

## Критика
Франк Альбрехт, рецензент издания Rock Hard, говоря о присутствующих в A’arab Zaraq – Lucid Dreaming композициях, которые остались после записи предыдущего альбома Therion Theli, отмечает, что для того диска они, «вероятно, недостаточно хороши». Похвалив каверы «Under Jolly Roger» и «Fly to the Rainbow», о «Children of the Damned» и «Here Comes the Tears» Альбрехт отозвался негативно. По его мнению, альбом может вызвать интерес у ярых поклонников Therion, однако сравнивать его с Theli или Lepaca Kliffoth не стоит.

## Список композиций
| №                   | Название                                          | Длительность |
| ------------------- | ------------------------------------------------- | ------------ |
| 1.                  | «In Remembrance»                                  | 6:28         |
| 2.                  | «Black Fairy»                                     | 5:56         |
| 3.                  | «Fly to the Rainbow» (кавер Scorpions)            | 8:15         |
| 4.                  | «Children of the Damned» (кавер Iron Maiden)      | 4:30         |
| 5.                  | «Under Jolly Roger» (кавер Running Wild)          | 4:36         |
| 6.                  | «Symphony of the Dead» (перезаписан)              | 3:39         |
| 7.                  | «Here Comes the Tears» (кавер Judas Priest)       | 3:21         |
| 8.                  | «Enter Transcendental Sleep» (Therion Version)    | 4:22         |
| 9.                  | «The Quiet Desert» (Therion Version)              | 3:52         |
| 10.                 | «Down the Qliphothic Tunnel» (Therion Version)    | 2:53         |
| 11.                 | «Up to Netzach / Floating Back» (Therion Version) | 4:08         |
| 12.                 | «The Fall Into Eclipse»                           | 3:44         |
| 13.                 | «Enter Transcendental Sleep»                      | 3:51         |
| 14.                 | «The Gates to A’arab Zaraq Are Open»              | 1:25         |
| 15.                 | «The Quiet Desert»                                | 3:51         |
| 16.                 | «Down the Qliphothic Tunnel»                      | 2:53         |
| 17.                 | «Up to Netzatch II»                               | 2:53         |
| 18.                 | «Floating Back II»                                | 0:49         |
| Общая длительность: | Общая длительность:                               | 71:25        |

## Участники записи
| Therion - Кристофер Йонссон — гитара, бас-гитара, клавишные, орга́н Хаммонда, рояль - Пётр Вавженюк — барабаны, вокал - Йонас Мельберг — гитара, клавишные в композиции «In Remembrance» - Ларс Розенберг — бас-гитара | Приглашённые участники - Дан Сванё — вокал («In Remembrance», «Black Fairy») - Тобиас Сайдгард — вокал («Under Jolly Roger») - Петер Тэгтгрен — вторая и четвёртая соло-гитары («Under Jolly Roger») - Готфрид Кох — акустическая гитара («Here Comes the Tears», «Up to Netzach»), рояль |

## Позиции в чартах
| Чарт                          | Позиция |
| ----------------------------- | ------- |
| Германия (Offizielle Top 100) | 98      |